# Lưu Từ Hân
Lưu Từ Hân (tiếng Trung: 刘慈欣, phát âm [ljǒ u tsʰɨ ̌ ɕi ́, l'yoh tsih-shin; sinh ngày 23 tháng 6 năm 1963)  là nhà văn khoa học viễn tưởng nổi tiếng của Trung Quốc. Ông là người chín lần giành được Giải thưởng Galaxy của Trung Quốc và cũng đã nhận được Giải thưởng Hugo 2015 cho bộ tiểu thuyết Tam Thể cũng như Giải thưởng Locus năm 2017 cho Tử thần sống mãi. Ông cũng đã được đề cử cho Giải thưởng Tinh vân. Trong bản dịch tiếng Anh các tác phẩm của mình, tên của ông được đặt là Cixin Liu.

## Cuộc đời và sự nghiệp
Lưu Từ Hân sinh ngày 23 tháng 6 năm 1963 tại Dương Tuyền, Sơn Tây. Cha mẹ của ông làm việc trong một khu mỏ ở Sơn Tây. Do bạo lực của cuộc Cách mạng Văn hóa, ông được gửi đến sống tại nhà ông bà của mình ở huyện La Sơn, Hà Nam.
Ông tốt nghiệp Đại học Thủy lợi và Điện lực Hoa Bắc năm 1988. Sau đó ông làm kỹ sư máy tính tại một nhà máy điện ở tỉnh Sơn Tây.

## Sự nghiệp văn chương
Ông cho rằng các tác gia người Anh George Orwell và Arthur C. Clarke là những người có ảnh hưởng mạnh mẽ đến phong cách văn chương của ông. Ông được coi là một cyberpunk người Trung Quốc đầu tiên sau khi cuốn tiểu thuyết đầu tiên China 2185 của ông được xuất bản năm 1989.
Tác phẩm nổi tiếng nhất của ông là bộ tiểu thuyết Tam Thể được xuất bản vào năm 2007 (đây là cuốn tiểu thuyết đầu tiên trong bộ tiểu thuyết Chuyện cũ trái đất.) Bản dịch năm 2014 của tác giả người Mỹ Ken Liu  (do Tor Books xuất bản) đã giành được Giải thưởng Hugo 2015 cho Tiểu thuyết hay nhất. Lưu Từ Hân đã trở thành tác giả đầu tiên đến từ châu Á đoạt giải Tiểu thuyết hay nhất. Bản dịch tiếng Đức (bao gồm một số phần của văn bản gốc không có trong bản dịch tiếng Anh) được tiếp nối vào năm 2016. Ken Liu cũng đã dịch tập thứ ba của bộ Chuyện cũ trái đất - Tử thần sống mãi  vào năm 2016. Tử Thần sống mãi đã giành được Giải thưởng Locus 2017 cho Tiểu thuyết Khoa học Viễn tưởng hay nhất.

### Chuyển thể
Một tác phẩm điện ảnh chuyển thể từ tiểu thuyết Tam Thể đã được khởi quay, nhưng việc phát hành đã bị hoãn vô thời hạn. Vào tháng 3 năm 2018, có tin cho rằng Amazon đang đàm phán để có được bản quyền của dự án. Tuy nhiên, YooZoo Pictures đã đưa ra một tuyên bố đáp lại rằng họ là "chủ sở hữu duy nhất bản quyền chuyển thể phim và phim truyền hình."  Mặc dù ban đầu được lên kế hoạch phát hành vào năm 2017, nhưng "dự án" đã bị hoãn vô thời hạn do sự xáo trộn nội bộ của công ty và 'chất lượng tồi tệ' của phần đầu tiên của bộ phim."  Vào tháng 6 năm 2019, có thông tin cho rằng công việc đã bắt đầu chuyển thể thành hoạt hình, vào năm 2020, October Media đã công bố một bản chuyển thể khác trong tác phẩm.
Bản điện ảnh chuyển thể từ truyện ngắn Địa cầu lưu lạc của ông được phát hành tại Trung Quốc vào ngày 5 tháng 2 năm 2019, trở thành phim có doanh thu cao thứ hai tại phòng vé Trung Quốc trong vòng 2 tuần.

## Đời tư
Lưu Từ Hân đã kết hôn và có một cô con gái.

### Quan điểm chính trị
Theo một cuộc phỏng vấn và bài báo tiểu sử vào tháng 6 năm 2019 của The New Yorker, Lưu Từ Hân tránh nói về chính trị. Trong cùng bài báo, ông cho rằng nền dân chủ không phù hợp với Trung Quốc hiện đại,  tự do cá nhân và tự do quản trị "không phải là điều mà người Trung Quốc quan tâm", đồng thời nói thêm "Nếu bạn nới lỏng đất nước một chút, hậu quả sẽ là kinh hoàng. " Ông bày tỏ sự ủng hộ đối với các chính sách như chính sách một con và các trại cải tạo ở Tân Cương, nói rằng "chính phủ đang giúp đỡ nền kinh tế của họ và cố gắng đưa họ thoát khỏi đói nghèo". Bài báo cho rằng Lưu Từ Hân đã "trở nên cảnh giác với việc chào hàng các nền tảng địa chính trị trong công việc của mình".
Phát biểu của Lưu Từ Hân trong cuộc phỏng vấn với New Yorker đã bị 5 thượng nghị sĩ Đảng Cộng hòa của Mỹ chất vấn trong một bức thư gửi Netflix vào tháng 9 năm 2020. Bức thư hỏi liệu Netflix có biết về phát biểu của Lưu Từ Hân và yêu cầu một lời giải thích cho việc tiếp tục chuyển thể bộ tiểu thuyết Chuyện cũ Trái Đất. Netflix đã trả lời rằng Lưu Từ Hân không phải là người tạo ra chương trình và các phát biểu của ông "không phản ánh quan điểm của Netflix hoặc của những người tạo ra chương trình, cũng không phải là một phần của cốt truyện hoặc chủ đề của chương trình".

## Tác phẩm

### Tiểu thuyết
- Trung Quốc 2185 (中国 2185) (1989)
- Những viên gạch của quỷ (魔鬼 积木) (2002)
- Kỷ nguyên siêu tân tinh (超 新星 纪元) (2003)
- Sét hòn (球状 闪电) (2004)
- Bộ Chuyện cũ Trái Đất (地球 往事) (được xuất bản bằng tiếng Anh bởi Tor Books):
  - Tam Thể (三 体) (2006)
  - Khu rừng đen tối (黑暗 森林) (2008)
  - Tử thần sống mãi (死神 永生) (2010)
- Quá khứ kỷ Phấn trắng (2021)

### Truyện ngắn
1999
- Bài hát của cá voi (鲸 歌) (Khoa học viễn tưởng)
- Với đôi mắt cô ấy (带上 她 的 眼睛) (Khoa học viễn tưởng)
- Cuối kính hiển vi (Khoa học viễn tưởng)
- Không gian sụp đỗ (Khoa học viễn tưởng)

2000
- Lửa đất (地 火) (Khoa học viễn tưởng)
- Địa cầu lưu lạc (流浪 地球) (Khoa học viễn tưởng)

2001
- Thầy giáo nông thôn (乡村 教师) (Khoa học viễn tưởng)
- Chặn nhiễu toàn dãi (全 频带 阻塞 干扰) (Khoa học viễn tưởng)
- Thời đại vi mô (微 纪元) (Khoa học viễn tưởng)
- Con bướm hoãn loạn  (Khoa học viễn tưởng)

2002
- Kẽ ăn thịt người (吞食 者) (Khoa học viễn tưởng)
- Biển mơ ước (梦 之 海) (Khoa học viễn tưởng)
- Mặt trời Trung Quốc (中国 太阳) (Khoa học viễn tưởng)
- Tuổi thiên thần (天使 时) (Khoa học viễn tưởng)
- Triều văn đạo (朝 闻 道) (Khoa học viễn tưởng)
- Tây Dương (西洋)

2003
- Vinh quang và giấc mơ (光荣 与 梦想) (Khoa học viễn tưởng)
- Đám mây thơ (诗 云) (Khoa học viễn tưởng)
- Mùa thu dài nhất (地球 大炮) (Khoa học viễn tưởng)
- Tư tưởng giả (思想 者) (Khoa học viễn tưởng)
- Phản mở rộng của Văn minh (文明 的 反向 扩张) (Khoa học viễn tưởng)

2004
- Chuyện cũ Kỷ phấn trắng (白垩纪 往事)
- Tấm gương (镜子) (Khoa học viễn tưởng)
- Bong bóng xà phòng (圆圆 的 肥皂泡)

2005
- Tiền lương của nhân loại (赡养 人类) (Khoa học viễn tưởng)
- Phụng dưỡng Thượng Đế (赡养 上帝) (Khoa học viễn tưởng)

2006
- Núi (山) (Khoa học viễn tưởng)

2010
- Lời nguyền 5.0 (太原 之 恋) (九州 幻想)
- Ngày 1 tháng 4 năm 2018 (2018 年 4 月 1 日)

2011
- Pháo hoa (烧火 工) (guokr.com)

2014
- Vòng tròn (圆)

2016
- Trọng lượng của ký ức / Nhân sinh  (人生)
- Cánh đồng vàng (黄金 原野) (Mười hai ngày mai)

Năm 2020
- Giữ vững bầu trời

## Giải thưởng
| Tên giải thưởng                                                   | Kết quả | Tác phẩm                              |
| ----------------------------------------------------------------- | ------- | ------------------------------------- |
| 2006 Yinhe (Galaxy Award (China))                                 | Nhận    | 三体(Tam Thể)                         |
| 2015 Ignotus Awards for Foreign Short Stories                     | Đề cử   | ¿Quién cuidará de los dioses?         |
| 2015 Hugo Award for Best Novel                                    | Nhận    | 三体(Tam Thể)                         |
| 2015 Nebula Award for Best Novel                                  | Đề cử   | 三体(Tam Thể)                         |
| 2015 Locus Award for Best SF Novel                                | Đề cử   | 三体(Tam Thể)                         |
| 2015 Prometheus Award                                             | Đề cử   | 三体(Tam Thể)                         |
| 2015 John W. Campbell Memorial Award                              | Đề cử   | 三体(Tam Thể)                         |
| 2016-2017 Canopus Awards                                          | Đề cử   | 三体(Tam Thể)                         |
| 2017 Kurd-Laßwitz-Preis for Best Foreign SF work                  | Nhận    | 三体(Die drei Sonnen)                 |
| 2017 Premio Ignotus for Foreign Novel                             | Nhận    | 三体(El problema de los tres cuerpos) |
| 2017 Grand Prix de l'Imaginaire for Foreign Novel                 | Đề cử   | 三体(Le Problème à trois corps)       |
| 2017 Hugo Award for Best Novel                                    | Đề cử   | 死神永生(Death's End)                 |
| 2017 Locus Award for Best Science Fiction Novel                   | Nhận    | 死神永生(Tử thần sống mãi)            |
| 2017 Dragon Awards for Best Science Fiction Novel                 | Đề cử   | 死神永生(Tử thần sống mãi)            |
| 2018 Arthur C. Clarke Award for Imagination in Service to Society | Nhận    | The author himself                    |
| 2019 Seiun Awards for Best Translated Story                       | TBD     | 圆（円）                              |